# Dubravko Pavličić
Dubravko Pavličić (ur. 28 listopada 1967 w Zagrzebiu, zm. 4 kwietnia 2012 w Elx) – chorwacki piłkarz. Występował na pozycji środkowego obrońcy, jego atrybuty fizyczne to 188 cm i 85 kg.

## Życiorys
Karierę zaczynał w Dinamie Zagrzeb, skąd trafił na prowincję do zespołu NK Rijeka. Po występach na Euro 1996 wypromował się i trafił do zespołu Hércules CF, skąd przeszedł do zespołu UD Salamanca, z którego z kolei przeniósł się do Racingu Ferrol. Karierę zakończył w 2001 roku.
Pavličić wystąpił w reprezentacji 22 razy, zadebiutował w towarzyskim meczu rozgrywanym 8 lipca 1992 w Adelaide w meczu przeciwko reprezentacji Australii, a karierę zakończył 12 czerwca 1997 w meczu rozgrywanym w ramach Kirin Cup, kiedy to Chorwaci zmierzyli się z reprezentacją Turcji, wówczas Pavličić wystąpił ostatnie 14 minut, zmieniając Zorana Mamicia. Wystąpił także w meczu przeciwko reprezentacji Polski. Pavličić nie strzelił w reprezentacji żadnej bramki, był jednak uczestnikiem Euro 1996, gdzie wystąpił minutę w meczu przeciwko Turkom oraz cały mecz przeciwko Portugalii.